# Український громадський видавничий фонд
Український Громадський Видавничий Фонд у Празі — видавництво, спершу пов'язане з Українським Громадським Комітетом, згодом окрема організація.
Випустило в 1923—1932 роках близько 40 переважно наукових і науково-популярних книжок із різних ділянок, серед інших: Леоніда Білецького («Основи української літературно-наукової критики»), Дмитра Чижевського («Нариси з історії філософії на Україні»), Федора Вовка («Студії з української етнографії та антропології»), Михайла Туган-Барановського («Політична економія»), Дмитра Антоновича («Триста років українського театру»), Софії Русової («Теорія і практика дошкільного виховання»), Володимира Січинського, Вадима Щербаківського (з мистецтва), Федора Якименка (з музики), Федора Щербини (статистика), Сергія Бородаєвського (кооперація) та ін., а також літературні твори письменників: Грицька Чупринки, Олександра Олеся, Юрія Дарагана.
Видавництвом керував Євген Вировий. Головою фонду 1926—1929 був Павло Богацький